# Tyrone Downie

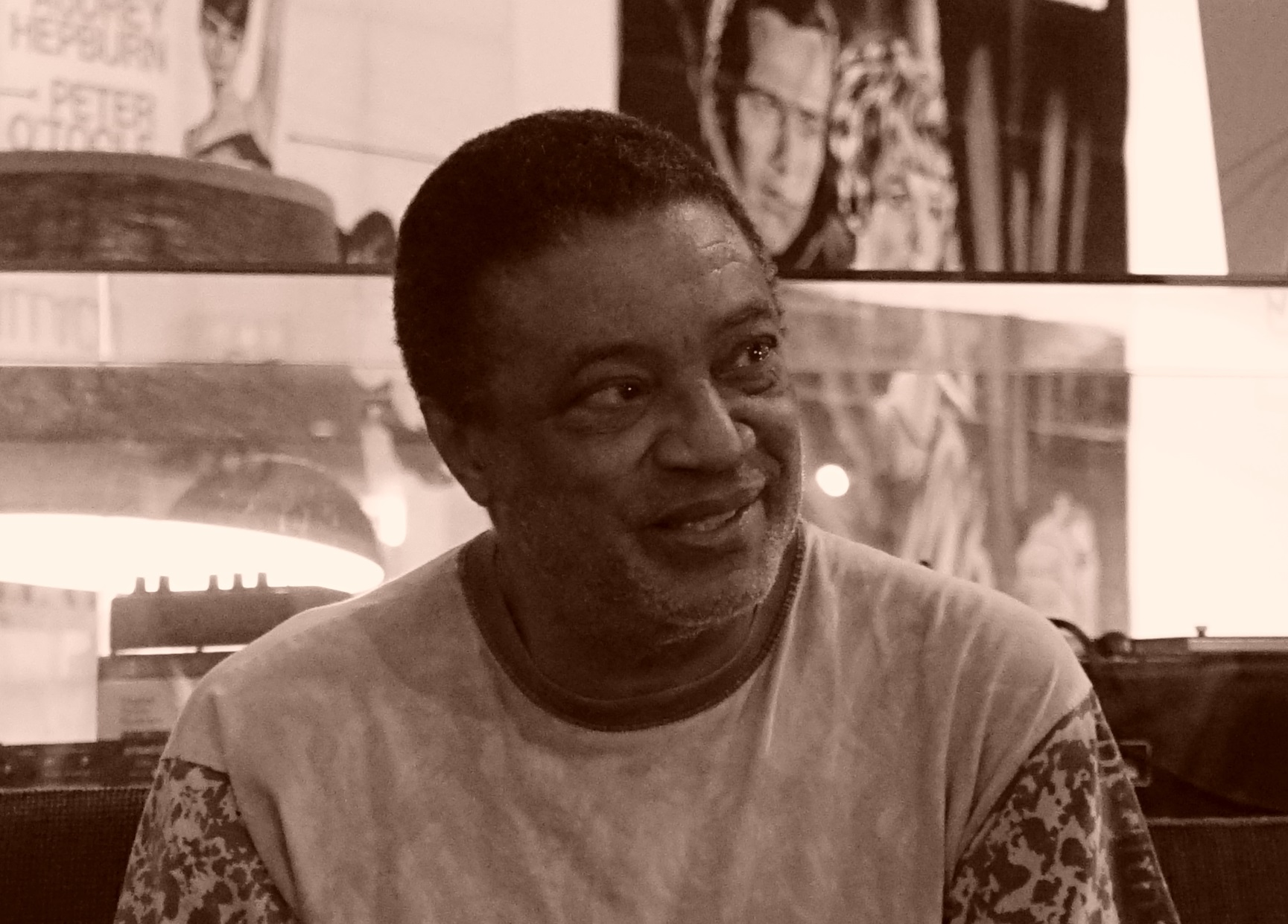
Tyrone Downie, 2016

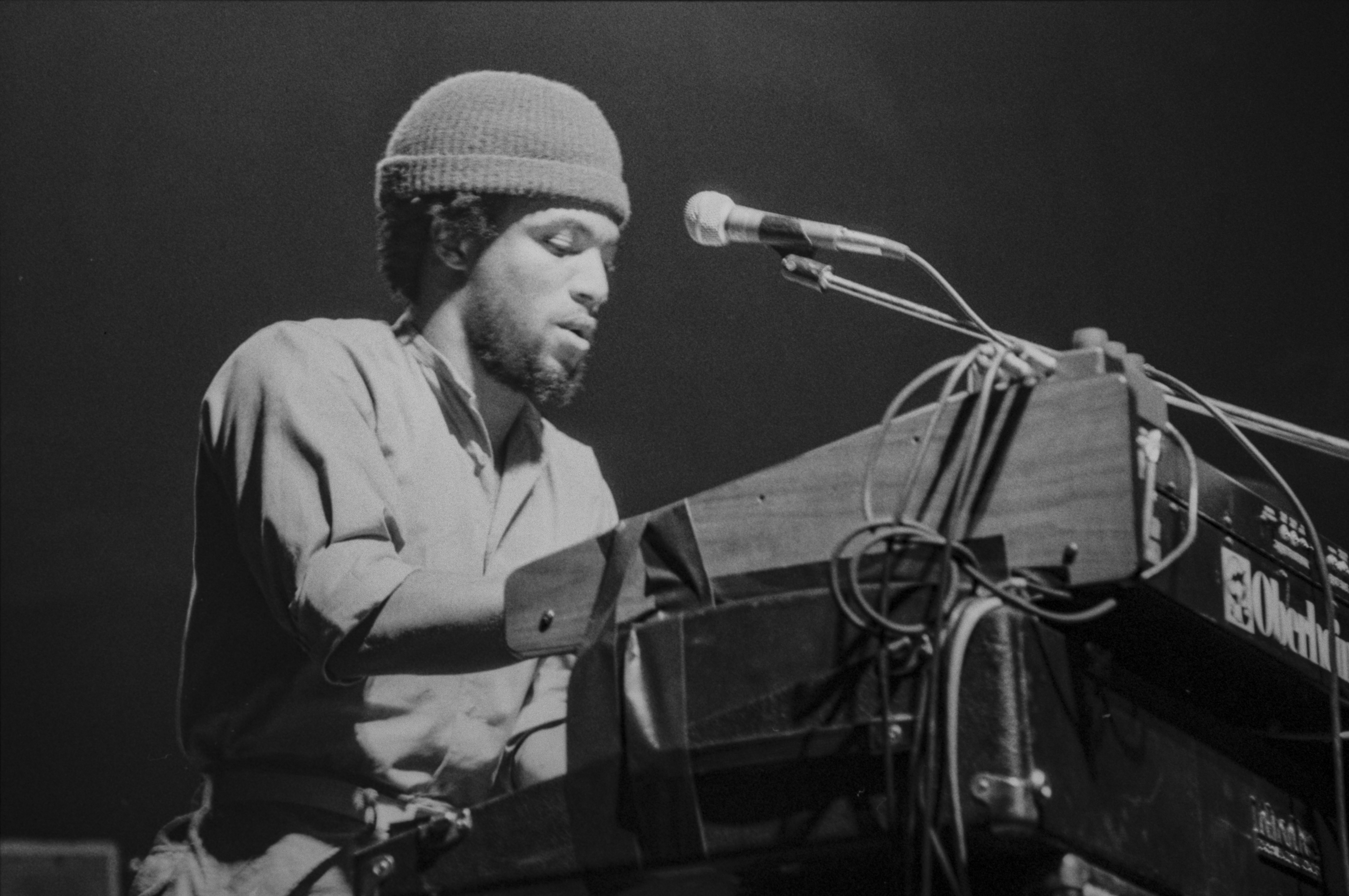
Tyrone Downie, 1980

Tyrone Downie (* 20. Mai 1956 in Kingston; † 5. November 2022 ebenda) war ein jamaikanischer Keyboarder, Pianist, Organist, Synthesizer-Spieler und Arrangeur. Downie war vor allem durch sein Keyboard-Spiel beim jamaikanischen Reggae-Sänger Bob Marley und dessen Band The Wailers bekannt.

## Leben
Tyrone Downie absolvierte ein klassisches Klavierstudium am Kingston College, einem Konservatorium in seiner Heimatstadt. Er gehörte 1975 und von 1977 bis 1980 der Band The Wailers an. Plattenaufnahmen der Wailers mit Downie erschienen erstmals auf dem Album Rastaman Vibration. Downie wirkte über seine Zeit bei den Wailers und Marleys Tod im Jahr 1981 hinaus dauerhaft bei der weltweiten Verbreitung des Reggae mit. Er arbeitete unter anderem mit Reggae-Künstlern wie Peter Tosh, Burning Spear und Sly & Robbie zusammen.
Nach Marleys Tod wandte sich Downie zunehmend anderen Projekten zu; 2001 spielte er wieder erstmals mit den Wailers ein Konzert. Downie machte sich auch einen Namen als Pianist. Er lebte zuletzt in Frankreich. Downie spielte Keyboard und Synthesizer auf Marleys Alben Rastaman Vibration (1976), Kaya (1978), Babylon By Bus (1978), Survival (1979) und Uprising (1980). Die Sängerin Grace Jones gab 2010 bekannt, ihr 1982 veröffentlichtes Lied My Jamaican Guy beziehe sich auf Tyrone Downie, in den sie verliebt gewesen sei, ohne dass Downie dies erfahren habe.
Tyrone Downie starb im November 2022 im Alter von 66 Jahren in Kingston.